# 幻肢 (映画)
『幻肢』（げんし）は、2014年9月27日に公開された日本の映画作品。

## 概要
島田荘司が書き下ろしたラブ・ミステリー作品の映画化であり、島田荘司作品としては初の映画化である。宣伝配給費の一部300万円をクラウドファンディングで募集し、主人公の名前を付けられるネーミングライツが支援特典として付けられた。
欠損した手足がなお存在するかのように感じる幻肢は、脳が保身のために見せる幻であると解釈し、同様のプロセスで「四肢のように大切な人」を失ったときに脳が見せる幻が幽霊だという発想に基づく。

## ストーリー
医大に通う青年が、恋人とのドライブ中に事故を起こしてしまう。恋人は死亡し、青年は命を取り留めたものの彼女と事故に関する記憶を失う。記憶障害に苛まれる青年は、入院生活の中で次第に精神を追い詰められていき、うつ病を発症する。
窮状を見かねた友人の提案で、青年は「経頭蓋磁気刺激法 (TMS)」という治療法を受けることにする。これは本来、電磁波を前頭葉側部に当てることで「扁桃体の暴走を抑える」というものだが、医大で精神科の治療を研究課題としていた青年は自分の判断で電磁波を側頭葉に当てる。
すると彼の前に、恋人の「幻肢」が現れた。彼女の姿は青年にしか見えなかったが、幻の彼女と交流するうちに彼のうつ症状は改善し、記憶も戻り始める。

## キャスト
- 神原雅人 - 吉木遼
- 糸永遥 - 谷村美月
- 亀井健 - 遠藤雄弥
- 紗都希
- 川畑准教授 - 宮川一朗太
- 宮沢教授 - 佐野史郎

## スタッフ
- 原作 - 島田荘司
- 監督・脚本 - 藤井道人
- 撮影 - 今村圭佑
- 主題歌 - さめざめ 『それでも生きなくちゃ』[3]
- 特別協力 - 文藝春秋
- 特別協賛 - 三菱レイヨン・クリンスイ
- 宣伝協力 - 新宿メンタルクリニック、シー・ティー・ワイ
- 制作プロダクション - クロスメディア
- 制作協力 - バベルレーベル
- 配給 - ディーライツ
- 配給協力 - エイチ・ツー
- 製作 - 映画「幻肢」製作委員会（クロスメディア、ディスクガレージ、TCエンタテインメント、TBSサービス）